# Associazione Sportiva Canicattì 1985-1986
Questa voce raccoglie le informazioni riguardanti  l'Associazione Sportiva Canicattì nelle competizioni ufficiali della stagione 1985-1986.

## Rosa
| N. |                   | Ruolo | Calciatore          |
| -- | ----------------- | ----- | ------------------- |
|    | Italia (bandiera) | A     | Salvatore Barone    |
|    | Italia (bandiera) | A     | Giovanni Brugaletta |
|    | Italia (bandiera) | D     | Gaspare De Caro     |
|    | Italia (bandiera) | A     | Salvatore Esposito  |
|    | Italia (bandiera) | C     | Diego Ficarra       |
|    | Italia (bandiera) | D     | Faustino Giacchetto |
|    | Italia (bandiera) | A     | Paolo Giuliana      |
|    | Italia (bandiera) | C     | Sebastiano Graceffo |
|    | Italia (bandiera) | D     | Pietro Infantino    |
|    | Italia (bandiera) | C     | Giovanni Italia     |
|    | Italia (bandiera) | C     | Orazio Laudani      |
|    | Italia (bandiera) | C     | Maurizio La Valle   |
|    | Italia (bandiera) | C     | Paolo Moncado       |
|    | Italia (bandiera) | C     | Mario Napoli        |
|    | Italia (bandiera) | D     | Fortunato Policardi |

| N. |                   | Ruolo | Calciatore           |
| -- | ----------------- | ----- | -------------------- |
|    | Italia (bandiera) | A     | Michele Rizzotto     |
|    | Italia (bandiera) | C     | Elio Rosone          |
|    | Italia (bandiera) | P     | Salvatore Sanfilippo |
|    | Italia (bandiera) | A     | Michele Sansone      |
|    | Italia (bandiera) | D     | Gaetano Schillaci    |
|    | Italia (bandiera) | C     | Gianfranco Schillaci |
|    | Italia (bandiera) | C     | Giuseppe Schillaci   |
|    | Italia (bandiera) | C     | Antonio Sferrazza    |
|    | Italia (bandiera) | C     | Angelo Sorace        |
|    | Italia (bandiera) | P     | Ottavio Strano       |
|    | Italia (bandiera) | D     | Renato Traina        |
|    | Italia (bandiera) | P     | Angelo Tuzzolino     |
|    | Italia (bandiera) | D     | Antonio Vassallo     |
|    | Italia (bandiera) | D     | Gaetano Zambuto      |
|    | Italia (bandiera) | C     | Gaspare Zuppardo     |